# Йохан Ернст (Саксония-Айзенах)
Йохан Ернст фон Саксония-Айзенах (на немски: Johann Ernst von Sachsen-Eisenach; * 9 юли 1566, замък Грименщайн, Гота; † 23 октомври 1638, Айзенах) е херцог на Саксония-Кобург (1572 – 1596, 1633 – 1638) и на Саксония-Айзенах (1596 – 1638). Той произлиза от фамилията на ернестинските Ветини.

## Живот
Йохан Ернст е най-малкият син на херцог Йохан Фридрих II (Средния) от Саксония и съпругата му Елизабет фон Пфалц (1540 – 1594), дъщеря на пфалцския курфюрст Фридрих III.
На 15 април 1567 г. баща му губи управлението и свободата си. След това Йохан Ернст, заедно с по-големия му брат Йохан Казимир и майка му, живее в двора на чичо му Йохан Вилхелм, който е опекун на децата във Ваймар, след това в Айзенах и Айзенберг. През 1570 г. синовете получават наследствените си права. След две години, през лятото на 1572 г., майка им отива да живее при баща им, който е затворен във Винер Нойщат в Австрия.
През ноември 1572 г. двамата братя получават новото княжество Саксония-Кобург чрез договора за подялба в Ерфурт от 6 ноември. Опекуни на децата стават Йохан Георг фон Бранденбург (от 1578 маркграф Георг Фридрих фон Бранденбург-Ансбах) и дядо му по майчина линия курфюрст Фридрих от Пфалц, също и врагът на баща му, курфюрст Аугуст от Саксония.
От 1578 г. Йохан Ернст посещава заедно с брат си университета в Лайпциг. Двамата братя започват да управляват 10 години заедно.
Йохан Ернст се жени на 23 ноември 1591 г. във Винер Нойщат за графиня Елизабет фон Мансфелд-Хинтерорт (* 1565; † 12 април 1596), дъщеря на граф Йохан фон Мансфелд-Хинтерорт. Тя умира през 1596 г. след раждането на неговия единствен син Йохан Фридрих (*/† 8 април 1596, Маркзул), който умира малко след раждането му.
През 1596 г. за Йохан Ернст е създадено княжеството Саксония-Айзенах и Казимир започва да управлява сам в Кобург. Йохан Ернст мести резиденцията си от Маркзул в Айзенах, новата столица на страната му, и започва да подготвя новия си дворец. През 1598 г. Йохан Ернст създава свое управление за своето херцогство.
На 14 май 1598 г. в Ротенбург той се жени втори път за Кристина фон Хесен-Касел (* 19 октомври 1578, † 19 август 1658), дъщеря на ландграф Вилхелм IV фон Хесен-Касел и Сабина фон Вюртемберг. Бракът е щастлив, но бездетен.
Йохан Ернст наследява през 1633 г. умрелия си бездетен брат Йохан Казимир фон Саксония-Кобург. Той управлява до смъртта си през 1638 г. двете страни в персоналунион, запазва обаче резиденцията си в Айзенах.
Със смъртта на Йохан Ернст изчезва старата линия фон Саксония-Кобург и Айзенах. Неговото княжество е поделено между още съществуващите ернестински линии на Саксония-Алтенбург и Саксония-Ваймар.